# Arisa
Arisa (яп. アリサ Ариса) — сёдзё-манга Нацуми Андо, публиковавшаяся с февраля 2009 года по сентябрь 2012 года в журнале Nakayoshi. Серия была лицензирована в Северной Америке компанией Del Rey.

## Сюжет
Действие сюжета разворачивается вокруг двух сестёр, Арисы Соноды и Цубасы Уэхары, разделённых из-за развода родителей, но писавших друг другу, чтобы не потерять связь. Спустя три года после предыдущей встречи они снова видятся. Вскоре Ариса пытается совершить самоубийство, прыгнув из окна, но её спасают кусты, и девушка впадает в кому. Цубаса находит адресованную сестре школьную записку, в которой Ариса называется предателем. Тогда девушка решает выяснить, кто написал её, и кто ответственен за такой отчаянный поступок.

## Персонажи
- Цубаса Уэхара (яп. 上原 つばさ Уэхара Цубаса)

15-летняя девушка, которую в школе часто называют «демонической принцессой»; сестра-близнец Арисы. Имеет фиолетовые глаза и светлые волосы. Пытается выяснить, почему её сестра пыталась покончить жизнь самоубийством, притворившись самой Арисой (для чего была вынуждена перекрасить брови и надеть парик).
- Ариса Сонода (яп. 園田 ありさ Сонода Ариса)

Сестра-близнец Цубасы. Добрая и милая девушка. Неизвестные обстоятельства заставили её совершить попытку самоубийства, которая оказалась неудачной, однако в итоге девушка впала в кому.
- Акира Манабэ (яп. 真鍋 明良 Манабэ Акира)

Странноватый мальчик, одноклассник Арисы. Ни с кем из сверстников не поддерживает дружеские отношения. Когда он узнаёт, что Цубаса выдаёт себя за Арису, чтобы узнать, что подвигло ту на попытку самоубийства, то начинает помогать ей, пытаясь выяснить правду.
- Такэру (яп. 健)

Близкий друг Цубасы, также помогающий ей выяснить причины попытки самоубийства Арисы.
- Марико Такаги (яп. 高木 毬子 Такаги Марико)

Лучшая подруга Арисы. Обычно спокойна и весела.
- Мидори Ямасита (яп. 山下 緑 Ямасита Мидори)

Бойфренд Арисы, не сумевший, однако отличить Цубасу от неё.
- Кудо Рэй (яп. 玖堂 レイ Кудо: Рэи)

Студент по обмену. Любит сидеть на крыше, поскольку «она ближе к небесам». В детстве был прооперирован на сердце, после чего у него остался шрам. Его мама — португалка.
- Сидзука Мотидзуки (яп. 望月静華 Мотидзуки Судзука)

## Список томов манги
| № | На японском языке    | На японском языке      | На английском языке  | На английском языке    |
| № | Дата публикации      | ISBN                   | Дата публикации      | ISBN                   |
| - | -------------------- | ---------------------- | -------------------- | ---------------------- |
| 1 | 28 апреля 2009 года  | ISBN 978-4-06-364218-6 | 26 октября 2010 года | ISBN 978-0-345-52241-2 |
| 2 | 4 сентября 2009 года | ISBN 978-4-06-364234-6 | 22 марта 2011 года   | ISBN 978-0-345-52506-2 |
| 3 | 25 декабря 2009 года | ISBN 978-4-06-364246-9 |                      |                        |
| 4 | 30 апреля 2010 года  | ISBN 978-4-06-364264-3 |                      |                        |
| 5 | 6 сентября 2010 года | ISBN 978-4-06-364277-3 |                      |                        |
| 6 | 6 декабря 2010 года  | ISBN 978-4-06-364287-2 |                      |                        |